# Blohm & Voss P 212
Blohm & Voss P 212 — німецький реактивний винищувач компанії Blohm & Voss завершального етапу Другої світової війни.

## Історія
На замовлення міністерство авіації, Верховного командування Люфтваффе наприкінці 1944 авіакомпанії почали розробляти реактивні винищувачі другого покоління зі швидкістю до 1000 км/год, 4 30-мм швидкострільними гарматами MK 108. Поряд із Messerschmitt P.1110, Junkers EF 128, Focke-Wulf Ta 183, Heinkel P. 1078 був представлений Blohm & Voss P 212. Проект базувався на моделі Blohm & Voss P 208, де поршневий мотор був замінений турбореактивним Heinkel HeS 011.
Було представлено 3 прототипи — BV P.212 з коротким фюзеляжем, BV P.212.02 з дещо довшим фюзеляжем і BV P.212.03 отримав найбільший фюзеляж, стрілоподібні крила (40°), придатні для виготовлення з дерева, сталі, алюмінію. Пілот сидів у герметичній кабіні, а запас палива дозволяв проводити у повітрі до 4 годин. Фюзеляж типу середньоплана без хвостових рулів управління мав спереду повітрозабірник для розташованого ззаду реактивного мотора. Стрілоподібні крила (45°) у формі сплющеної букви М отримали у місцях згину рулі напрямку. Кабіна розміщувалась понад крилом, що дещо обмежувало огляд знизу. У порівнянні з Messerschmitt Me 262 мав краще співвідношення вага/тяга. Максимальна швидкість мала б сягати 965 км/год. Оскільки планували виготовити прототипи до листопада 1945, то Blohm & Voss P 212 вибув із конкурсу, який виграв Junkers EF 128.